# 9 Pułk Strzelców Granicznych
9 Pułk Strzelców Granicznych – jednostka organizacyjna Strzelców Granicznych w II Rzeczypospolitej.
Powstał on na bazie 1 samodzielnego dywizjonu Strzelców Granicznych, a 2 dywizjon został utworzony z kadry szwadronu szkolnego oraz z naboru rekruta.

## Formowanie i zmiany organizacyjne
Po marcowej reorganizacji w 1920 formacji granicznych przystąpiono do formowania dalszych większych jednostek granicznych i powiększania składu osobowego korpusu. Rozkazem ministra spraw wojskowych z 7 maja 1920 nakazano sformowanie 9 pułku Strzelców Granicznych. Rozkaz nakazywał:

W ślad za rozporządzeniem nr 4540/org., celem obsadzenia odcinka wołyńskiego kordonu sanitarnego zarządzam przeformowanie 1 samodzielnego dywizjonu Strzelców Granicznych […]

Dowództwo samodzielnego dywizjonu zostało przemianowane na dowództwo 9 pułku Strzelców Granicznych, a dowódca dywizjonu objął czasowo dowództwo pułku. 1 samodzielny dywizjon StG stał się I/9 pStG, a jego dowództwo utworzono z personelu dowództw szwadronów.
II dywizjon powstał w wyniku wydzielenia ze szwadronu szkolnego czterech szwadronów liniowych, a jego dowództwo z personelu szwadronów, w tym szwadronu szkolnego.
Szwadron szkolny 1 samodzielnego dywizjonu StG przemianowany został na szwadron szkolny 9 pułku.
Formowanie przebiegało dość sprawnie. Znaczne braki odczuwano w koniach taborowych. Według meldunku nadesłanego 9 maja, pododdziały 9 pułku nie mogły wyjść na granicę z braku koni taborowych.
W myśl rozkazu o formowaniu, pułk został wyznaczony do ochrony odcinka kordonu sanitarnego wzdłuż wschodnich granic powiatów Łuck, Dubno, Krzemieniec i po zakończeniu formowania miał wyjść z podporządkowania DOG Warszawa i wejść w podporządkowanie DOG Lublin.
W połowie czerwca 1920 9 pułk Strzelców Granicznych przerzucono do innego rejonu.
9 listopada 1920 szkolny szwadron 9 pułku StG przemianowany został na szwadron zapasowy 1 pułku strzelców konnych, a dowództwo nad nim objął mjr Skoryna.

## Żołnierze pułku
Dowódcy pułku
- ppłk Stanisław Szemioth (V 1920 –)
- ppłk Witold Sieciński (p.o. od 14 X 1920)[7]

Obsada personalna pułku 9 czerwca 1920:
- dowódca pułku – ppłk Stanisław Szemioth
  - zastępca dowódcy pułku – mjr Juliusz Menżet
  - adiutant pułku – ppor. Kazimierz Szumski
  - kapelan – ks. kpl. Hipolit Skibiński
- dowódca I dywizjonu – mjr Marian Norejko
  - dowódca 1 szwadronu – por. Roman Rumsza
  - dowódca 2 szwadronu – kpt. Adam Leszuk
  - dowódca 3 szwadronu – por. Stanisław Ulankiewicz
  - dowódca 4 szwadronu – por. Czesław Orło
- dowódca II dywizjonu – mjr Gustaw Soszyński
  - dowódca 5 szwadronu – rtm. Piotr Powszedny
  - dowódca 6 szwadronu – ppor. Hipolit Ciągliński
  - dowódca 7 szwadronu – ppor. Józef Jerzy Mularczyk
  - dowódca 8 szwadronu – rtm. Antoni Hajkiewicz
- dowódca szwadronu szkolnego – ppor. Apolinary Dudziński

Obsada personalna pułku 29 września 1920:
- dowódca pułku – ppłk Witold Sieciński
  - zastępca dowódcy pułku – mjr Kazimierz Sokołowski
  - adiutant pułku – kpt. Kazimierz Szumski
  - kapelan – ks. kpl. Hipolit Skibiński
- dowódca I dywizjonu –  kpt. Adam Leszuk
  - dowódca 1 szwadronu – por. Feliks Żurawski
  - dowódca 2 szwadronu – por. Jan Krzeczkowski
  - dowódca 3 szwadronu – ppor/por. Czesław Kiełbiewski (Kiełbiński)[10]
  - dowódca 4 szwadronu – por. Zygmunt Studziński
- dowódca II dywizjonu –  mjr Gustaw Soszyński
  - dowódca 5 szwadronu – kpt. Władysław Cywiński
  - dowódca 6 szwadronu – por. Mieczysław Kośmiński[10]
  - dowódca 7 szwadronu – ppor./por.  Józef Gaszyn Piekarski[10]
  - dowódca 8 szwadronu – ppor. Józef Bieńkowski
- dowódca szwadronu szkolnego  – mjr Augustyn Skoryna
  - oficer szwadronu – ppor Czesław Kiełbiński[10]
  - oficer szwadronu – ppor. Stefan Kuczyński[10]
- Ponadto:
  - ppor Jerzy Łukaszewicz[10]
  - ppor Jan Nowakowski[10]
  - ppor Wacław Nowina-Przybylski[10]

## Przekształcenia
- 3 szwadron I dywizjonu 3 pułku Wojskowej Straży Granicznej → 1 samodzielny dywizjon Wojskowej Straży Granicznej (do 1 II 1920) → 1 samodzielny dywizjon Strzelców Granicznych (do V 1921) → 9 pułk Strzelców Granicznych ↘ rozformowany